# Lippo Village Circuit
Lippo Village Circuit (auch als Lippo Village International Formula Circuit (LVIC) bekannt) war eine temporäre Motorsport-Rennstrecke in der Stadt Tangerang, Indonesien. Sie lag etwa 25 km westlich des Stadtzentrums der indonesischen Hauptstadt Jakarta und wurde von 2009 bis 2012 zeitweise für Rennveranstaltungen benutzt.

## Geschichte
Der von Hermann Tilke für die A1GP-Rennserie entworfene Stadtkurs mit einer Länge von 3200 Meter und 16 Kurven wurde 2008 rund um das Universitätsgelände Pelita Harapan und der Einkaufsmeile im Stadtteil Lippo Village von Tangerang errichtet.
Da der lokale Promoter und Veranstalter es versäumt hatten die Auflagen und Fristen zur FIA-Homologation zu erfüllen wurde die Veranstaltung aus dem Kalender der A1GP Saison 2008/2009 gestrichen. Der Stadtkurs wurde im Februar 2009 mit einer dreitägigen nationalen Rennveranstaltung eröffnet, bei der unter anderem Rennen zur nationalen Super-Tourenwagen-Meisterschaft und zum Honda Jazz Cup stattfanden.
Am 10. Februar 2010 wurde das Aus der A1GP-Serie bekannt gegeben. Die Strecke wurde bis 2012 noch für einige Rennen, so z. B. die indonesische GT-Meisterschaft, verwendet. Im Jahr 2016 war das Layout der Strecke noch intakt, aber die meisten Elemente der Strecke wurden demontiert, einschließlich der Boxengasse und der Startampel. Die Kurven Nummer 8 bis 10 wurden 2015 durch ein Parkplatz für eine Mall überbaut. Das Gebäude des Fahrerlagers wurde renoviert und wird als Erweiterung der Universität genutzt, in der zusätzliche Unterrichtsräume und ein Computerlabor untergebracht sind.
Der Stadtkurs wurde 2017 durch den ebenfalls in Tangerang angelegenen BSD City Circuit ersetzt.